# Giro del Belgio 1954
Il Giro del Belgio 1954, trentottesima edizione della corsa, si svolse in cinque tappe tra il 26 e il 30 maggio 1954, per un percorso totale di 1 182 km e fu vinto dal belga Henri Van Kerckhove.

## Tappe
| Tappa  | Data      | Percorso                                | km    | Vincitore di tappa  | Leader cl. generale |
| ------ | --------- | --------------------------------------- | ----- | ------------------- | ------------------- |
| 1ª     | 26 maggio | Bruxelles > Florenville                 | 244   | Henri Van Kerckhove |                     |
| 2ª     | 27 maggio | Florenville > Liegi                     | 231   | Frans Gielen        |                     |
| 3ª     | 28 maggio | Liegi > Ostenda                         | 231   | Roger Decock        |                     |
| 4ª-1ª  | 29 maggio | Ostenda > Diksmuide (Cron. individuale) | 38    | Roger Decock        |                     |
| 4ª-2ª  | 29 maggio | Diksmuide > Quaregnon                   | 158   | Alex Close          |                     |
| 5ª     | 30 maggio | Quaregnon > Bruxelles                   | 280   | Roger Decock        | Henri Van Kerckhove |
| Totale | Totale    | Totale                                  | 1 182 |                     |                     |

## Dettagli delle tappe

### 1ª tappa
- 26 maggio: Bruxelles > Florenville – 244 km

Risultati
| Pos. | Corridore           | Squadra      | Tempo    |
| ---- | ------------------- | ------------ | -------- |
| 1    | Henri Van Kerckhove | Groene Leeuw | 6h32'50" |
| 2    | Marcel Hendrikx     | Peugeot      | s.t.     |
| 3    | Rik Van Looy        | L'Avenir     | a 5"     |

### 2ª tappa
- 27 maggio: Florenville > Liegi – 231 km

Risultati
| Pos. | Corridore    | Squadra     | Tempo    |
| ---- | ------------ | ----------- | -------- |
| 1    | Frans Gielen | Plume Sport | 6h24'51" |
| 2    | Pino Cerami  | Peugeot     | s.t.     |
| 3    | Georges Jobé | Peugeot     | a 1'50"  |

### 3ª tappa
- 28 maggio: Liegi > Ostenda – 231 km

Risultati
| Pos. | Corridore               | Squadra  | Tempo    |
| ---- | ----------------------- | -------- | -------- |
| 1    | Roger Decock            | Bertin   | 6h17'19" |
| 2    | Rik Van Looy            | L'Avenir | s.t.     |
| 3    | Gustaaf Van Vaerenbergh | Libertas | s.t.     |

### 4ª tappa-1ª semitappa
- 29 maggio: Ostenda > Diksmuide – Cronometro individuale – 38 km

Risultati
| Pos. | Corridore             | Squadra       | Tempo    |
| ---- | --------------------- | ------------- | -------- |
| 1    | Roger Decock          | Bertin        | 1h02'09" |
| 2    | André Noyelle         | Alcyon-Dunlop | a 1'33"  |
| 3    | Alphonse Vandenbrande | Libertas      | a 2'33"  |

### 4ª tappa-2ª semitappa
- 29 maggio: Diksmuide > Quaregnon – 158 km

Risultati
| Pos. | Corridore            | Squadra      | Tempo    |
| ---- | -------------------- | ------------ | -------- |
| 1    | Alex Close           | Peugeot      | 4h21'40" |
| 2    | Léopold Degraeveleyn | Mercier      | s.t.     |
| 3    | Julien Dhaene        | Groene Leeuw | a 4"     |

### 5ª tappa
- 30 maggio: Quaregnon > Bruxelles – 280 km

Risultati
| Pos. | Corridore      | Squadra       | Tempo    |
| ---- | -------------- | ------------- | -------- |
| 1    | Roger Decock   | Bertin        | 7h44'24" |
| 2    | René De Smet   | Alcyon-Dunlop | s.t.     |
| 3    | Fernand Blockx | Libertas      | a 5'08"  |

## Classifiche finali

### Classifica generale
| Pos. | Corridore            | Squadra        | Tempo     |
| ---- | -------------------- | -------------- | --------- |
| 1    | Henri Van Kerckhove  | Groene Leeuw   | 32h40'04" |
| 2    | Rik Van Looy         | L'Avenir       | a 12"     |
| 3    | Marcel Hendrikx      | Peugeot        | a 3'42"   |
| 4    | Omer Braekevelt      | Terrot         | a 8'01"   |
| 5    | Frans Gielen         | Plume Sport    | a 10'09"  |
| 6    | Leopold Degraeveleyn | Mercier        | a 10'33"  |
| 7    | Pino Cerami          | Peugeot        | a 11'11"  |
| 8    | Nicolas Morn         | Terrot         | a 11'19"  |
| 9    | Alfons Vandenbrande  | Libertas-Huret | a 11'27"  |
| 10   | Jean Pasinetti       | Groene Leeuw   | a 11'36"  |